# جوزيفا موريلو
جوزيفا موريلو (بالإسبانية: Josefa Murillo)‏ (20 فبراير 1860 في المكسيك - 1898 في المكسيك)؛ كاتِبة وشاعرة مكسيكية.